# Murakambattu
Murakambattu es una ciudad censal situada en el distrito de Chittoor en el estado de Andhra Pradesh (India). Su población es de 6812 habitantes (2011). Se encuentra a 4 km de Chittoor y a 130 km de Chennai. 

## Demografía
Según el censo de 2011 la población de Murakambattu era de 6812 habitantes, de los cuales 3389 eran hombres y 3423 eran mujeres. Murakambattu tiene una tasa media de alfabetización del 83,45%, superior a la media estatal del 67,02%: la alfabetización masculina es del 90,42%, y la alfabetización femenina del 76,67%.